# Komm und sieh
Komm und sieh (russisch Иди и смотри Idi i smotri) ist ein sowjetischer Antikriegsfilm des Regisseurs Elem Klimow aus dem Jahr 1985. Der Film entstand nach literarischen Vorlagen von Ales Adamowitsch, mit dem zum Zeitpunkt der Dreharbeiten 14 Jahre jungen Laiendarsteller Alexei Krawtschenko in der Hauptrolle. Produziert wurde der Film von Mosfilm und Belarusfilm. Komm und sieh wurde in sowjetischen Kinos 28,9 Millionen Mal gesehen und kam am 9. Mai 1986 unter dem Titel Geh und sieh in die Kinos der DDR, am 7. Mai 1987 in die der Bundesrepublik.

## Handlung
Die Handlung des Films spielt 1943, dem dritten Jahr der deutschen Besetzung der Weißrussischen Sowjetrepublik während des Zweiten Weltkrieges. Der junge Fljora schließt sich gegen den Willen seiner Mutter den Partisanen an.
Bei den Partisanen muss er zunächst nur Hilfstätigkeiten ausführen. Trotzdem bleibt er enthusiastisch; das Leben im Wald und die Aussicht auf den Kampf erscheinen ihm zunächst wie ein großes Abenteuer. Als die Partisanen in die Schlacht ziehen, soll Fljora jedoch im Lager bleiben und dieses bewachen. Wütend und enttäuscht verlässt er das Lager. Im Wald trifft er auf das Mädchen Glascha, das er bereits aus dem Partisanenlager kennt. Als das Gebiet plötzlich von deutschen Luftlandeeinheiten angegriffen wird, flüchten Fljora und Glascha.
Fljora will nun in sein Heimatdorf zurückkehren, das er jedoch verlassen vorfindet. Er glaubt dennoch daran, dass seine Familie lebt und sich die Dorfbewohner auf einer Insel in einem nahegelegenen Moor versteckt haben. Als beide das Dorf verlassen, blickt Glascha noch einmal über die Schulter und sieht hinter einer Scheune dutzende aufgestapelte Leichen. Zunächst sagt sie Fljora nichts davon.
Bei der Flucht durch das Moor werden beide vor Angst und Erschöpfung hysterisch. Wütend schreit Glascha heraus, dass alle Bewohner tot seien. Im Versteck finden sie schließlich doch noch einige Dorfbewohner, die Fljora informieren, dass seine Mutter und Schwestern von deutschen Soldaten ermordet wurden. Nach einem missglückten Versuch, für die Überlebenden etwas zu essen zu organisieren, gerät Fljora in ein weiteres Dorf, das zum Ziel einer Vergeltungsaktion für Partisanenübergriffe wird. Er erlebt mit, wie die Bewohner dieses Dorfes in eine Scheune gesperrt und bei lebendigem Leibe verbrannt werden (am Ende des Filmes wird darauf hingewiesen, dass mit 628 Dörfern in Belarus während der gesamten Zeit der deutschen Besatzung auf ähnliche Weise verfahren wurde).
Das Schicksal wendet sich und die Partisanen und Fljora bekommen die Täter in die Hände. Anschließend üben sie Vergeltung für das begangene Massaker. Am Ende des Martyriums ist Fljora ein anderer Mensch, sein Gesicht um Jahre gealtert. Als Fljora mit dem Trupp der Partisanen weiter zieht, wird – deutlich verzerrt – Mozarts Lacrimosa eingespielt.

## Entstehung
Klimow begann im Jahr 1977 mit den ersten Arbeiten zum Film. Er sollte einen Film anlässlich des 40. Jahrestages des Sieges der Roten Armee über Hitlerdeutschland drehen und wurde zunächst durch das Buch Ich bin aus einem verbrannten Dorf … von Ales Adamowitsch, Uladsimir Kalesnik und Janka Bryl inspiriert. Der Film verarbeitet darüber hinaus Motive weiterer Erzählungen von Adamowitsch, insbesondere Хатынская аповесць (Die Erzählung von Chatyn). Weitere Inspiration nahm Klimow aus seiner eigenen Kindheit: Der in Stalingrad geborene Regisseur war während der Schlacht um Stalingrad über die brennende Wolga aus der Stadt evakuiert worden und hatte miterlebt, wie die Stadt in Flammen stand.
Die Produktion des Films sollte bereits 1977 beginnen. Der erste Sekretär der Kommunistischen Partei von Belarus, Pjotr Mascherow, unterstützte die Produktion nachdrücklich; kurz vor Drehbeginn verlangten die Zensoren jedoch einschneidende Änderungen des Drehbuchs, zu denen Klimow nicht bereit war. Klimows weitere Arbeit am Film wurde auch durch den Tod seiner Ehefrau Larissa Schepitko unterbrochen, er stellte zunächst ihren Film Abschied von Matjora fertig. Erst 1984 erlaubten ihm die Zensurbehörden, den Film mit dem ursprünglichen Drehbuch zu drehen; einzig der Titel wurde geändert, ursprünglich sollte er Tötet Hitler heißen. Der Titel des Films leitet sich aus dem 6. Kapitel der Offenbarung des Johannes ab. Der Ausruf „komm und sieh“ (in den Versen 1, 3, 5 und 7) bildet dort die Aufforderung, die Verheerungen zu betrachten, die durch die vier Reiter der Apokalypse angerichtet werden.
Um den Film besonders realistisch zu machen, verwendete Klimow nicht wie üblich Platzpatronen, sondern scharfe Munition. Um Fljora-Darsteller Krawtschenko zu schonen, engagierte er einen Psychologen. Krawtschenko beendete die Dreharbeiten mental gesund, aber abgemagert und mit grauen Haaren. Die grauen Haare hatte er aufgrund des starken Haarfärbemittels, nach einiger Zeit bekamen diese wieder ihre ursprüngliche Farbe.
Aufgrund seiner Tätigkeit als Funktionär im sowjetischen Filmemacherverband ergab sich für Elem Klimow danach keine weitere Möglichkeit zur Realisierung eines Films. So blieb Komm und sieh Klimows letzter Film, der als sein filmisches Vermächtnis gilt. Klimow bekundete später, das Interesse am Filmemachen verloren zu haben, da er nach dem Film den Eindruck hatte, alles was möglich war bereits gemacht zu haben. Auch Hauptdarsteller Alexei Krawtschenko trat erst 10 Jahre danach wieder in einem Film auf.

## Historischer Bezug

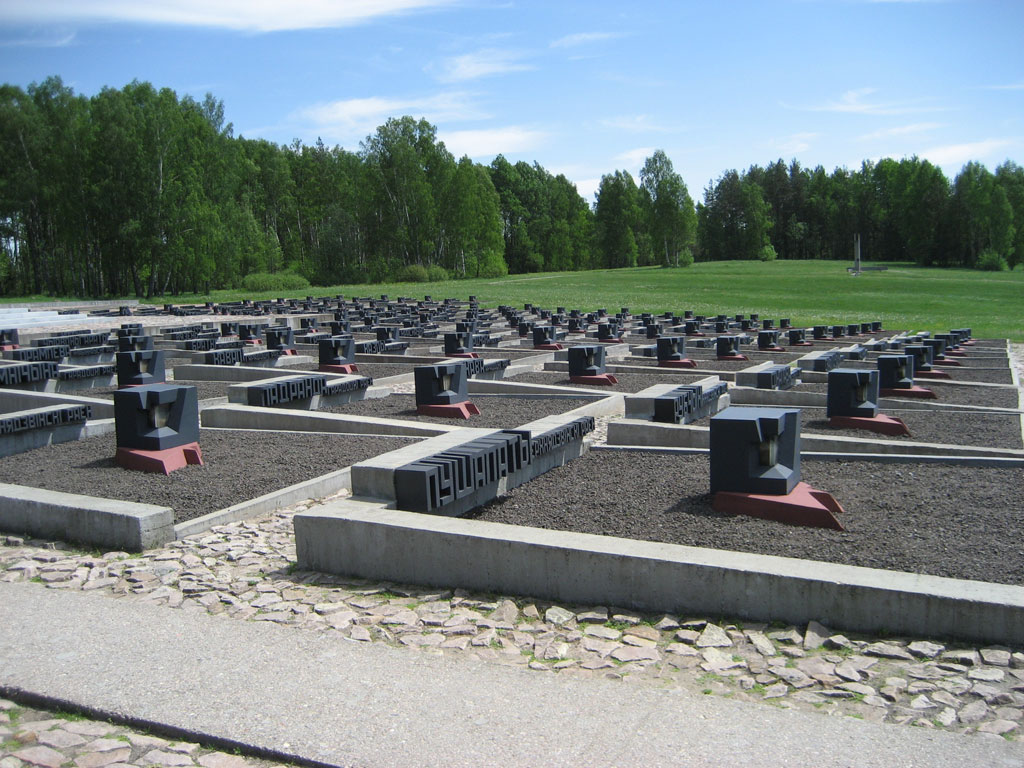
Nationale Gedenkstätte der Republik Belarus in Chatyn

Während der Besatzung von Belarus ermordeten deutsche Einheiten an 5.295 verschiedenen Orten Zivilisten. Im Rahmen der Partisanenbekämpfung wurden dabei 350.000 Menschen getötet; mindestens 90 Prozent der Toten waren unbewaffnet. Von den hunderten Dörfern, die dabei komplett niedergebrannt wurden, ist Chatyn das bekannteste. Dort ermordeten am 22. März 1943 Männer der 1. Kompanie der SS-Sondereinheit Dirlewanger sowie des 118. Schutzmannschafts-Bataillons 149 Menschen. Klimows Anliegen war es, die Welt auf dieses der Öffentlichkeit weitestgehend unbekannte Verbrechen aufmerksam zu machen.

## Rezeption
Der Film wurde auf mehreren Filmfestivals gezeigt. Im Wettbewerb des Internationalen Filmfestivals Moskau 1985 gewann er gemeinsam mit Christos Siopahas Kathodos ton 9, I und Norman Jewisons Sergeant Waters – Eine Soldatengeschichte den Hauptpreis und wurde dort außerdem mit dem FIPRESCI-Preis ausgezeichnet.
Kritiker nahmen den Film fast ausschließlich positiv auf. So erfasst der US-amerikanische Aggregator Rotten Tomatoes größtenteils wohlwollende Besprechungen und ordnet den Film dementsprechend als „Zertifiziert Frisch“ ein. Dabei wurde auch das Spiel des jugendlichen Hauptdarstellers Alexei Krawtschenko gelobt. Der Film wurde von der Jury der Evangelischen Filmarbeit im September 1987 zum „Film des Monats“ gekürt.
Rita Kempley schrieb in der Washington Post: „Komm und sieh klingt wie die Einladung zu einem Kinderspiel. Nichts könnte weiter von der Wahrheit entfernt sein.“ Hier sei eine „halluzinatorische Unterwelt aus Blut und Schlamm und eskalierendem Wahnsinn“ zu sehen.

„Komm und siehe [sic] ist ein Kriegsfilm von ungeheuerer Brutalität, aber auf seinem Höhepunkt schlägt der Schrecken um in furchtbare Nachdenklichkeit.“

Ian Nathan schrieb im Filmmagazin Empire, Komm und sieh werde zu Recht betrachtet als „einer der kraftvollsten und verstörendsten Kriegsfilme, die je entstanden sind“, und spricht weiter von einer „Vision der Hölle auf Erden“.

„Dieser Film wurde surreal und impressionistisch genannt, aber das ist ein Trugschluss. Komm und sieh ist Realität und Wahrheit.“

Zahlreiche Filmemacher und Kritiker – darunter auch Roger Ebert – zählen Komm und sieh zu den besten Filmen aller Zeiten: In den alle zehn Jahre durchgeführten Umfragen des Magazins Sight & Sound wählten die befragten Regisseure den Film 2012 auf Platz 30, 2022 auf Platz 41 der besten Filme aller Zeiten. Der Film rangierte 2008 auf Platz 60 beim Magazin Empire und 2019 setzte ihn das Magazin auf Platz 24 der besten nicht englischsprachigen Filme. Auch They Shoot Pictures, Don’t They? zählt Komm und sieh zu den angesehensten Werken der Filmgeschichte. Außerdem war er zeitweise der bestbewertete Film bei Letterboxd, einem Portal für Cineasten.